# Табачный скандал
Табачный скандал — события, связанные с беспошлинным ввозом в Россию подакцизных товаров структурами, близкими к Русской православной церкви, под эгидой благотворительного фонда «Ника» и Штаба по гуманитарной помощи Русской православной церкви в 1996 году. Газета «Московский комсомолец» связала эти события с именем митрополита Смоленского и Калининградского (с 2009 года патриарха Московского и всея Руси) Кирилла.

## Льготный ввоз подакцизных товаров
Льготы были введены по просьбе патриарха Алексия II в 1996 году «о возможности принимать подакцизные товары в порядке гуманитарной помощи», поддержанной министерством финансов России «в виде исключения». Kвоты на ввоз подакцизных товаров в 1990-х годах были способом оказания государством поддержки некоммерческим организациям для выполнения социальных программ, в том числе таким как Российский фонд инвалидов войны в Афганистане, Национальный фонд спорта, Фонд 50-летия Победы.
По официальным данным Государственного таможенного комитета России, по состоянию на 15 октября 1996 года было ввезено 18 млрд беспошлинных сигарет, что составило 6,6 % отечественного рынка табачной продукции в 1996 году (268,8—276,8 млрд шт.).
Льготы были отменены по просьбе Алексия II 4 ноября 1996 г., и в соответствии с Указом Президента Российской Федерации от 18.09.96 № 1363 «Об укреплении бюджетной дисциплины в части таможенных платежей».

## Публикации в газете «Московский комсомолец»
События получили освещение в 1997 году, когда журналист «Московского комсомольца» Сергей Бычков опубликовал серию статей о торговле сигаретами и алкоголем (в приказе Министерства финансов упоминается только «церковное вино»), назвав в одной из них тогдашнего председателя ОВЦС МП митрополита Смоленского и Калининградского Кирилла «табачным митрополитом».

## Свидетельство Починка
Бывший в 1999—2000 годах главой налоговой службы России Александр Починок сказал, что он «за время работы не видел ни одного документа в этой сфере, связанного с Кириллом, ни одного обращения от него». В «Известиях» от 23 января 2009 года Починок уточнял:

<…> правительство и решило помочь, выделив РПЦ квоты на ввоз подакцизных товаров, предоставив соответствующее разрешение через правительственную комиссию по гуманитарной помощи на их ввоз. При этом РПЦ — точнее, компании, близкие к ней, — была освобождена от уплаты таможенных пошлин. Всё это закончилось печально для всех — и для тех импортёров, потому что многие из них пострадали, и для бюджета. <…> Я не встречал документов по предоставленным Церкви льготам, связанных с именем Кирилла.

По словам Александра Починка, льготный ввоз подакцизных товаров был выгоден не Русской православной церкви, а прежде всего многочисленным посредникам, Церкви же «перепадали крохи» от полученной прибыли.

## Позиция Русской православной церкви
Русская православная церковь не отрицает факт сделок по импорту табачной и алкогольной продукции, но не признаёт личной заинтересованности в них будущего патриарха. В судебном порядке эти обвинения Сергея Бычкова не опровергались ни лично митрополитом Кириллом, ни другими иерархами РПЦ.
По словам митрополита Илариона (Алфеева), в то время епископа Венского и Австрийского, высказанным в 2009 году, будущий патриарх принял удар на себя ради спасения репутации Церкви: 

В девяностых годах я не раз спрашивал митрополита: «Почему Вы не отвечаете на эти нападки? Если Вы не подписывали документы, почему не назовёте имена тех, кто их подписывал?» Его ответ всегда был один и тот же: «Я никого не могу и не хочу „подставить“. Называя имена, мы нанесём удар по Церкви». Он брал удар на себя, но не называл ничьи имена. Помню, как я спрашивал владыку Кирилла: «Почему Вы не подадите в суд на журналиста и газету, которая публикует клеветнические статьи?» На это он отвечал, что, во-первых, Господь заповедал подставлять правую щёку, когда ударяют левую. Во-вторых, священнослужителю не пристало решать вопросы в светском суде. А в-третьих, если начнётся судебное разбирательство, та же самая газета и тот же самый журналист будут его освещать. И даже если суд докажет безосновательность обвинений и обяжет газету опубликовать опровержение клеветы, за то время, пока длился процесс, на Церковь будет вылито столько грязи, что ущерб, нанесённый Церкви, будет ещё более велик.— Интервью агентству Интерфакс-Религия
В связи с обвинениями журналиста Сергея Бычкова и его полемикой с представителями РПЦ состоялось несколько судебных разбирательств. Так, в 2006 году протоиерей Всеволод Чаплин, обвинявший Сергея Бычкова в клевете, выиграл суд по иску, поданному против него Бычковым. В 2008 году религиовед Роман Силантьев выиграл иск о защите чести и достоинства против Сергея Бычкова. Комментируя эти судебные решения, Чаплин и Силантьев расценили их как признание лжи Сергея Бычкова. Но при этом непосредственно утверждения Сергея Бычкова о «табачном митрополите» в этих судебных процессах не рассматривались.